# Chợ Mới, An Giang
Chợ Mới là xã thuộc tỉnh An Giang, Việt Nam.
Trước ngày 01 tháng 7 năm 2025, Chợ Mới là thị trấn huyện lỵ của huyện Chợ Mới, tỉnh An Giang.

## Địa lý
Thị trấn Chợ Mới nằm ở phía bắc huyện Chợ Mới, có vị trí địa lý:
- Phía đông giáp xã Long Điền A
- Phía tây giáp xã Kiến An
- Phía nam giáp các xã Long Điền B và Kiến Thành
- Phía bắc giáp xã Kiến An và tỉnh Đồng Tháp.

Thị trấn có diện tích 3,07 km², dân số năm 2019 là 11.318 người, mật độ dân số đạt 3.687 người/km².

## Hành chính
Thị trấn Chợ Mới được chia thành 4 khóm Long Hòa, Thị, Thị 1, Thị 2.

## Lịch sử
Dưới thời Việt Nam Cộng hòa, địa bàn thị trấn Chợ Mới hiện nay thuộc xã Long Điền và là nơi đặt quận lỵ quận Chợ Mới.
Sau năm 1975, quận Chợ Mới đổi thành huyện Chợ Mới thuộc tỉnh An Giang. Đồng thời, chính quyền tách một phần diện tích và dân số của xã Long Điền để thành lập thị trấn Chợ Mới, thị trấn huyện lỵ Chợ Mới.
Ngày 19 tháng 12 năm 2019, Bộ Xây dựng ban hành Quyết định 1059/QĐ-BXD về việc công nhận thị trấn Chợ Mới mở rộng (gồm thị trấn Chợ Mới và một phần các xã: Long Điền A, Long Điền B, Kiến Thành và Kiến An) là đô thị loại IV.